# Can Querol (Polinyà)
Can Querol és un mas de tipus basilical situat al municipi de Polinyà a la comarca catalana del Vallès Occidental. És una obra inclosa en l'Inventari del Patrimoni Arquitectònic de Catalunya.
Construïda l'any 1798, està situada al vessant sud del municipi, tocant al polígon industrial de Ca n'Humet. Els seus propietaris actuals són la família Costa que des del 2010 han establert un negoci de serveis especialitzats per a la salut i el benestar d'animals de companyia com gossos i gats.

## Arquitectura
És una masia de tipus basilical tot i que s'han afegit amb posterioritat modificacions, algun cos que no correspondria a la primigènia edificació. A l'ala dreta hi ha un cos amb teulat pendent. La divisió de les obertures a la façana principal és asimètrica, possiblement a conseqüència de les diferents etapes de construcció. L'eix central ha estat desplaçat vers al cantó dret. D'aquesta manera a la planta baixa el portal d'entrada tendeix cap aquest cantó i és d'arc rodó de mig punt adovellat. Finestra rectangular a la dreta del portal i presència de contrafort a l'esquerra. A més, s'hi ha practicat dues obertures més que permeten l'entrada a la casa que confereixen més independència a les diferents zones d'espai.
Al primer pis s'observa la continuïtat asimètrica de la façana quant a la distribució de les obertures: són a diferents alçades, mides i tipologies. D'una banda són finestres rectangulars que solament conserven un senzill ampit, d'altra banda, la finestra que es troba sota el portal d'entrada és l'única que arquitectònica i artísticament ofereix una vàlua a destacar. Al segon pis o golfes, estreta obertura de finestra rectangular, amb plafons adossats a la línia d'imposta i llinda sobre el que s'hi ha disposat decoracions florals de ceràmica vidrada. Restes d'un rellotge de sol al nivell de la primera planta. El teulat presenta diferents desnivells i són desiguals, tanmateix l'estructura exterior, quant a la façana principal dona resulta basilical. La coberta és de teules amb presència de voladís en el cos central sobresortit. El carener és perpendicular a la façana.

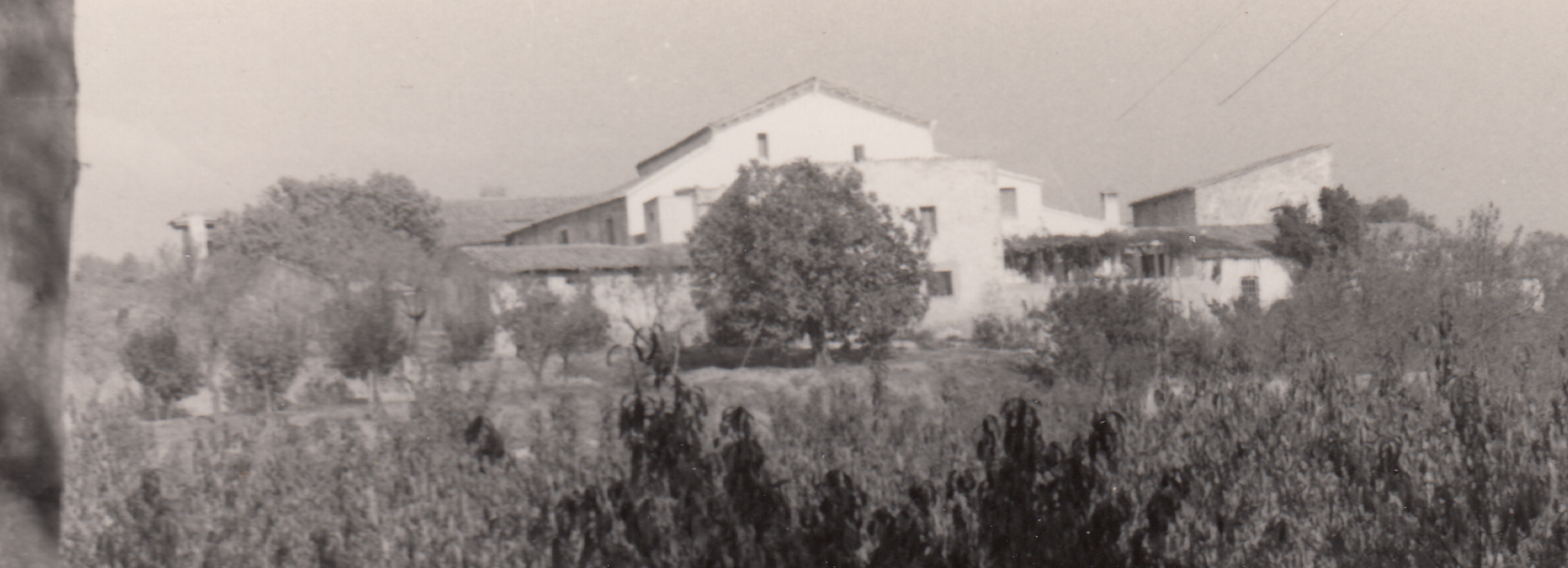
Can Querol 1974 per Josep Serra i Bigas